# John Osterman
John Oskar Osterman född 22 maj 1871 i Östra Hoby socken, död 8 augusti 1942, var en svensk tidningsman.
Osterman var 1895–1934 redaktör för Cimbrishamns-Bladet. I denna tidning publicerade han återkommande kåserier under titeln "Händelser och funderingar". Ett urval av dessa gavs ut i bokform 1984 och 1986
Han var tillsammans med författaren Theodor Tufvesson med om att lansera begreppet Österlen.

## Källhänvisningar
1. ↑  Garavr.se Arkiverad 27 februari 2015 hämtat från the Wayback Machine.
2. ↑  Österlenredaktören Osterman på vårbesök i Vittsjö 1933